# Salinesia
Salinesia is een insectengeslacht van halfvleugeligen uit de familie Delphacidae. De wetenschappelijke naam van het geslacht werd voor het eerst geldig gepubliceerd in 2019 door Campodonico en Coccia.

## Soorten
- Salinesia atacamensis Campodonico & Coccia, 2019[1]